# 과이쿠루족

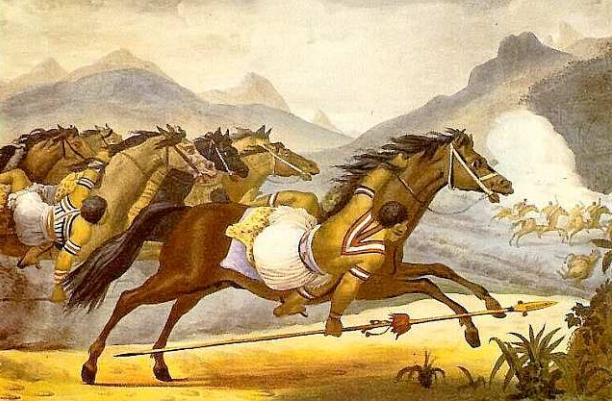
공격 중인 과이쿠루족 기병대를 묘사한 그림 (장바티스트 드브레, 1822년).

과이쿠루족(Guaycuru, 스페인어: guaycurú, 포르투갈어: guaicuru)은 남아메리카 그란차코 지역에 살며 과이쿠루어족 계통의 언어를 사용하던 여러 민족의 통칭이다. 16세기 초 스페인 탐험가 및 식민지 개척자들과 처음 접촉했을 당시 과이쿠루족은 오늘날의 아르헨티나, 파라과이, 볼리비아, 브라질에 걸친 영토에 거주하고 있었다.
'과이쿠루'라는 이름은 본래 인접한 과라니족이 파라과이의 음바야족(Mbayá)을 가리키는 데 쓰던 멸칭으로서 '야만인', '미개인'을 의미했으며, 나중에 이 민족집단 전체의 명칭으로 확장되었다. 과거에는 차코 지역의 다른 원주민 부족을 지칭하는 데 사용되기도 했지만, 오늘날에는 주로 과이쿠루어를 사용하는 집단에만 국한된다.
16세기 유럽인들과 처음 마주친 과이쿠루족은 스페인의 지배와 이들을 기독교화하려는 가톨릭 선교사들의 노력에 격렬하게 저항했다. 그럼에도 19세기부터 이들은 점점 동화되었고 20세기 초까지는 모두 평정되었다.

## 하위 민족
16세기 사용되던 '과이쿠루'라는 말은 음바야족을 지칭하는 것으로 추정된다. 현존하는 과이쿠루족의 분파로 다음과 같은 집단이 있다.
- 모코비족(Mocoví)
- 토바족(Toba)
- 필라가족(Pilagá)
- 카디웨우족(Kadiwéu)

다음의 분파는 현재 사라졌다.
- 아비폰족(Abipón)
- 음바야족(Mbayá)
- 파야과족(Payaguá)

이 중 모코비족, 토바족, 필라가족은 자신들을 콤(qom)이라는 명칭으로 부르며 언어적, 민족적으로 하나의 연속체를 이룬다고 볼 수 있다. 이들은 아비폰족과 함께 흔히 "남부" 분파로 분류되는 한편, 음바야족의 말예인 카디웨우족은 "북부" 분파에 속한다고 여겨진다. 이 분류에서 파야과족의 위치는 명확하지 않다.

## 문화
이들이 사용하는 과이쿠루어족 언어 계통은 알려진 다른 어떤 언어와도 연관성이 없는 것으로 보인다. 다만 일부 학자들은 마타코어족(Matacoan)과의 연관성을 추정한다.
과이쿠루족은 서로 다르지만 유사한 언어를 사용하는 여러 민족으로 이루어져 있었다. 과이쿠루족은 정치적으로 단합된 적이 없었고, 종종 서로에게, 그리고 다른 민족에게 적대적인 태도를 보이는 것으로 잘 알려졌다.
아비폰 과이쿠루족은 16세기 후반 스페인으로부터 말을 획득하여 북미 평원 인디언과 유사한 기마 문화를 발전시켰다. 이들을 비롯한 과이쿠루 부족들은 농장이나 정착지, 선교부 등을 습격하여 말과 소를 획득했고, 스페인인과 교역을 통해 밀랍, 꿀, 소금, 과라니족 노예를 바꾸어 칼, 도끼, 기타 도구를 얻었다. 말이 제공한 이동성의 우위를 기반으로 과이쿠루족은 스페인인 또는 과라니족을 비롯한 다른 원주민 부족들을 수시로 약탈하였다.